# Vietnam Airlines
Vietnam Airlines (vietnamesiska: Vietnamese: Tổng Công ty Hàng không Việt Nam) är ett statligt vietnamesiskt flygbolag grundat 1956. Bolaget hette ursprungligen Vietnam Civil Aviation och genomgick 1976 ännu ett namnbyte till General Department of Civil Aviation. Sitt nuvarande namn fick bolaget 1993.
Bolaget flyger till 31 destinationer utanför Vietnam och 21 inhemska. Antalet flygningar ökar med den ökade turismen till Vietnam. 
Bolaget flyger med: 
- 56 Airbus A321
- 10 Airbus A330-200
- 2 Airbus A350-900
- 16 ATR 72
- 7 Boeing 777-200ER
- 3 Boeing 787-9

Vietnam Airlines äger 49% i Cambodia Angkor Air.